# Jan-Türk Daßler
Jan-Türk Daßler (* 1962) ist ein deutscher Volleyballspieler.
Jan-Türk Daßler spielte in der DDR für den SC Leipzig, mit dem er in den 1980er Jahren fünfmal DDR-Meister wurde und einmal FDGB-Pokal gewann. Mit der DDR-Nationalmannschaft belegte der Angreifer bei der Heim-Europameisterschaft 1983 den sechsten Platz. 1987 wurde Daßler in der DDR zum Spieler des Jahres gewählt. Nach der Wende spielte er eine Saison beim Bundesligisten Moerser SC. Später spielte Daßler eine Zeit lang wieder in Leipzig beim Regionalligisten SV Reudnitz, mit dem er 2010 die deutsche Meisterschaft der Ü41-Senioren gewann. Heute ist er mit den BSG Südbrausern in der Hobbyliga Leipzig aktiv.